# Châtellerault
Châtellerault (wymowaⓘ) – miejscowość i gmina we Francji, w regionie Nowa Akwitania, w departamencie Vienne.
Według danych na rok 1990 gminę zamieszkiwało 34 678 osób, a gęstość zaludnienia wynosiła 668 osób/km² (wśród 1467 gmin regionu Poitou-Charentes Châtellerault plasuje się na 5. miejscu pod względem liczby ludności, natomiast pod względem powierzchni na miejscu 28.).

## Współpraca
- Velbert, Niemcy
- Kaya, Burkina Faso
- Corby, Wielka Brytania
- Bouctouche, Kanada
- Hrabstwo Kent, Kanada
- Castellón de la Plana, Hiszpania
- Hamilton, Wielka Brytania
- Piła, Polska